# Esosyrinx
Esosyrinx es un género de foraminífero bentónico de la Subfamilia Glandulininae, de la Familia Glandulinidae, de la Superfamilia Polymorphinoidea, del Suborden Lagenina y del Orden Lagenida. Su especie-tipo es Pseudopolymorphina curta. Su rango cronoestratigráfico abarca el Holoceno.

## Discusión
Clasificaciones previas incluían Esosyrinx en la Superfamilia Nodosarioidea.

## Clasificación
Esosyrinx incluye a las siguientes especies:
- Esosyrinx curta
- Esosyrinx guttuliniformis
- Esosyrinx ignota
- Esosyrinx jatzkovi